# Ccacca Cárcel
Ccacca Cárcel o la Cárcel de Piedra fue una cárcel situada en la localidad de Haquira, departamento de Apurímac, Perú. Está situada sobre una peña de 12 m de ancho por 15 m de altura
aproximadamente. Fue utilizada durante el virreinato.

## Ubicación
Se encuentra ubicada en la Región Apurímac, provincia de Cotabambas, Distrito de Haquira.

## Historia
Este lugar era considerado un lugar sagrado hasta los inicios de la Colonia, este lugar fue tomado por la Santa Inquisicion para dar cruel castigo a aquellos los cuales no estaban de acuerdo con las leyes de esa época.